# Andakílsárvirkjun

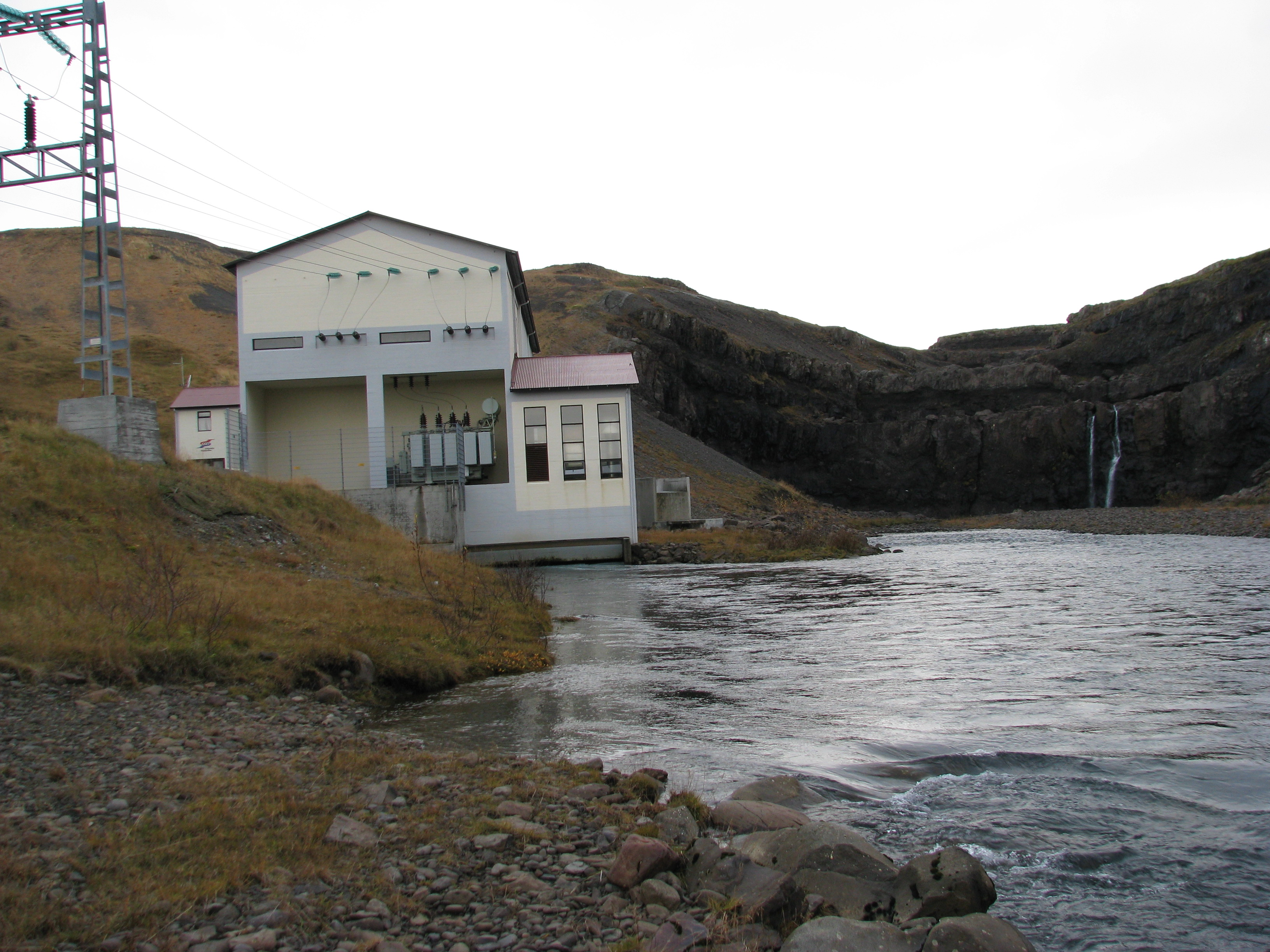
De waterkrachtcentrale.

De Andakílsárvirkjun is een waterkrachtcentrale in IJsland. Vanuit het Skorradalsvatn stroomt het water via de Andakílsá naar de Borgarfjörður. Halverwege het riviertje ligt de krachtcentrale waar stroom wordt opgewekt. De centrale heeft een vermogen van 8,2 MW. Naast de centrale ligt een kleine waterval waarvan de grootte sterk van het wateraanbod afhangt. Bij een klein aanbod is de waterval soms helemaal afwezig.